# Spignana
Spignana (früher Spignana in Val di Lima) ist eine Fraktion der italienischen Gemeinde San Marcello Piteglio in der Provinz Pistoia, Region Toskana.

## Geografie

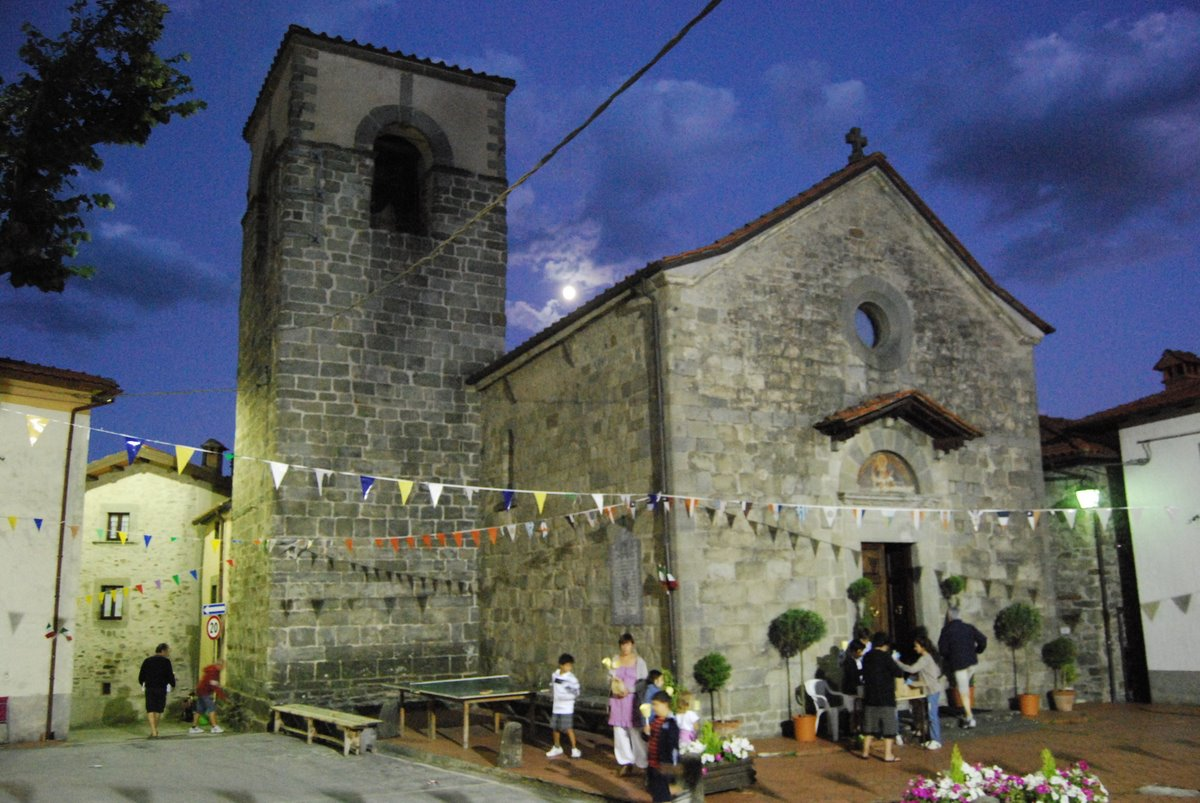
Kirche San Lorenzo

Das Dorf Spignana liegt im Tal des Baches Verdiana, einem linker Nebenfluss des Lima, auf einer Höhe von 750 m s.l.m., an den Hängen des Monte Cornaccio (Roncole und Poggio Fratone), in Luftlinie etwa 18 km nordwestlich der Provinzhauptstadt Pistoia. Der Hauptort San Marcello Piteglio liegt etwa 2 km südlich, die Regionalhauptstadt Florenz etwa 50 km südöstlich. 2011 lebten im Ort 78 Personen., 1833 waren es 279.

## Geschichte
In der frühmittelalterlichen Zeit entstand oberhalb des ersten bewohnten Siedlungskerns ein gotischer Vorposten mit zwei Aussichtstürmen, die Teil des ersten lokalen Verteidigungssystems zusammen mit den Türmen von Popiglio waren. Im 14. Jahrhundert wurde die Castel di Mura gebaut, einer der beiden Türme von Spignana, der zum Glockenturm wurde; der andere wurde in die Häuser des Platzes integriert.
Der Ort wurde dann von den Langobarden während der Eroberung der italienischen Halbinsel besiedelt, und im 13. Jahrhundert wurde die heutige Pfarrkirche errichtet. Spignana erlebte in dieser Epoche seine größte Entwicklung, da es an der Straße lag, die zum Herzogtum Modena führte.
Im 12. Jahrhundert gehörte das Dorf zur kommunalen Gerichtsbarkeit der damaligen Burg Lizzano, da die Kirche Santa Maria Assunta die Kirche San Lorenzo in Spignana beaufsichtigte. Zwischen 1551 und 1568 bildete sich eine Regierungsbehörde zwischen Spignana und dem Dorf Lancisa, die ein eigenes Statut erstellte. Das Gebiet der Gemeinde Lancisa und Spignana umfasste auch die benachbarten Siedlungen Erta und Vitalatico sowie teilweise den Monte Castello.
Am 1. Mai 1698 wurde der Historiker und Literat Gaetano Cenni in Spignana geboren.
Im Jahr 1775 wurde das Magistrat der Berggemeinschaft zur einheitlichen Kontrolle der Appenin-Gebirgsgemeinden gegründet, weshalb alle kommunalen Behörden der Pistoiser Bergregion aufgehoben wurden.
Spignana lag während der letzten Phase des Zweiten Weltkriegs in der Nähe der Gotenstellung.

## Sehenswürdigkeiten
- Kirche San Lorenzo, die Pfarrkirche des Stadtteils,[1] deren Bau auf das 12. bis 13. Jahrhundert datiert wird
- Grotta di Macereti, eine Höhle am Fuße des Monte Cerreto, genannt „di Macereti“ (der „Macereti“ oder „Trümmer“), wo die Abfälle der Bearbeitung von lokalen Steinen, die hier von den Steinmetzen abgebaut und verarbeitet wurden, gesammelt wurden.
- Via di Ripi, ein Abschnitt der Romea-Nonantolana pilgerweg (Romea Strata)
- Verginetta dei Matterelli, eine Kapelle, die eine Madonna mit Kind enthält. Unten befindet sich eine Inschrift: „Casetta dei Matterelli“.
- Casa Mici-Villani, während des letzten Teils des zweiten Weltkrieges wurde sie als militärische Logistikzentrale genutzt

## Folklore

### Traditionen
- Am 25. April, zum Fest von San Marco, mussten das Volk und der Priester von Spignana, wie es der Bischof von Pistoia im 16. Jahrhundert festgelegt hatte, in Prozession ziehen und an der Liturgie in der Pieve von Santa Maria Assunta in Lizzano teilnehmen, um an die frühere Verbindung zur pfarrgemeinde zu erinnern
- Am 10. August findet das Patronatsfest von San Lorenzo statt. Traditionell werden die Straßen des Dorfes und die Häuser mit Wachskerzen erleuchtet, und das Bildnis der heiligen Lorenzo und Agata wird in Prozession getragen, gefolgt von einem charakteristischen Fackelzug.
- Am ersten Samstag im Oktober wurde der „Focarone“ aufgebaut, ein Feuer zu Ehren der Seligen Jungfrau des Rosenkranzes. Das Feuer wurde beim klang der abendvesper entzündet, gefolgt von der segnung des Pfarrers zu Füßen des Glockenturms. Höchstwahrscheinlich handelt es sich um ein Überbleibsel der paganen Kultur, das mit den ritualen der Herbsttagundnachtgleiche der Ligurer und/oder Kelten verbunden ist.[4]

## Freizeit
Spignana ist der Ausgangspunkt für naturkundliche Ausflüge, mit Wanderwegen, Mountainbike-Strecken und einigen Reitwegen, die zu den höher gelegenen Orten Pian del Conte, Il Butale, den Cascate della Verdiana, den Sette Fontane und dem Lago Scaffaiolo führen, wo sich eine Berghütte befindet. Das Dorf war ein häufiger Urlaubsort des Radfahrers Gino Bartali.